# André de Brancas
Pour les articles homonymes, voir Brancas.
André Baptiste de Brancas, connu sous le nom d’ Amiral de Villars, né vers 1561 à L'Isle-sur-la-Sorgue et mort le 24 juillet 1595 à Doullens, en Picardie, était un amiral de France, seigneur de Villars.

## Biographie

### Famille
Il était le fils d'Ennemond de Brancas (1520 - 1568), baron de Villars et de Catherine de Joyeuse (ca 1535 - 1608). On lui connaît une relation avec Louise de L'Hôpital, Mademoiselle de Vitry (1569 - ap 1588), demoiselle d'honneur de Catherine de Médicis.

### Carrière militaire
Il prit le parti de la Ligue catholique et des Espagnols voulant faire de la Normandie une seigneurie indépendante et  s'est maintenu dans Rouen, même après l'abjuration d'Henri IV. Il fit cependant sa soumission, en 1594. 
Il est fait amiral de France le 23 août 1594 et gouverneur du Havre..
L'année suivante, il est pris et massacré par les Espagnols au siège de Doullens, le 31 juillet 1595. Il fut inhumé à Rouen.